# Come Dancing with The Kinks
Come Dancing with The Kinks (sottotitolo The Best of the Kinks 1977-1986) è una compilation del gruppo musicale rock britannico The Kinks, pubblicato nel 1986.

## Tracce
Lato 1
1. You Really Got Me [Live] – 3:40
2. Destroyer – 3:44
3. (Wish I Could Fly Like) Superman – 3:38
4. Juke Box Music – 3:42
5. A Rock 'N' Roll Fantasy – 4:58

Lato 2
1. Come Dancing – 3:54
2. Sleepwalker – 3:27
3. Catch Me Now I'm Falling – 4:02
4. Do It Again – 4:09
5. Better Things – 2:58

Lato 3
1. Lola [Live] – 5:42
2. Low Budget – 3:46
3. Long Distance – 5:20
4. Heart of Gold – 4:02
5. Don't Forget to Dance – 4:15

Lato 4
1. Misfits – 4:19
2. Living on a Thin Line – 4:12
3. Father Christmas – 3:39
4. Celluloid Heroes [Live] – 7:21

## Formazione
- Mick Avory – percussioni, batteria
- John Dalton – basso
- Dave Davies – chitarra, tastiere, voce, cori
- Ray Davies – sintetizzatore, chitarra, armonica, piano, tastiere, voce
- Bob Henrit – percussioni, batteria
- Ian Gibbons – tastiere, cori
- John Gosling – tastiere
- Andy Pyle – basso
- Jim Rodford – basso